# Barrancas de Talavera
Barrancas de Talavera este o arie protejată (arie specială de conservare — SAC, sit de importanță comunitară — SCI) din Spania întinsă pe o suprafață de 1.200,8 ha, integral pe uscat.

## Localizare
Centrul sitului Barrancas de Talavera este situat la coordonatele 39°56′31″N 4°44′46″W / 39.942°N 4.746°V.

## Înființare
Situl Barrancas de Talavera a fost declarat sit de importanță comunitară în decembrie 1997 pentru a proteja 7 specii de animale. Situl a fost protejat și ca arie specială de conservare în august 2015.

## Biodiversitate
Situată în ecoregiunea mediteraneană, aria protejată conține 5 habitate naturale: Pseudostepă cu ierburi și specii anuale de Thero-Brachypodietea, Matorral arborescenți cu Juniperus spp., Galerii de Salix alba și de Populus alba, Tufărișuri termo-mediteraneene și de pre-deșert, Păduri de Quercus ilex și Quercus rotundifolia.
La baza desemnării sitului se află mai multe specii protejate:
- păsări (4): buha (Bubo bubo), șoim călător (Falco peregrinus), Hieraaetus fasciatus, turturică (Streptopelia turtur)
- mamifere (1): vidră de râu (Lutra lutra)
- reptile (2): țestoasa de baltă (Emys orbicularis), Mauremys leprosa

Pe lângă speciile protejate, pe teritoriul sitului au mai fost identificate 10 specii de amfibieni, 11 specii de mamifere, 11 specii de reptile.